# MundoTenis Open 2023
Il MundoTenis Open 2023, noto precedentemente come Brasil Tennis Cup, è un torneo femminile di tennis giocato sui campi in terra rossa. È la 5ª edizione del torneo, la prima dopo bei sei anni di assenza e facente parte della categoria WTA 125 nell'ambito del WTA Challenger Tour 2023. Si gioca al Jurerê Sports Center di Florianópolis in Brasile dal 20 al 26 novembre 2023.

## Partecipanti al singolare

### Teste di serie
| Nazionalità | Giocatrice        | Ranking* | Testa di serie |
| ----------- | ----------------- | -------- | -------------- |
| Stati Uniti | Emma Navarro      | 33       | 1              |
|             | Diana Šnaider     | 62       | 2              |
| Argentina   | Nadia Podoroska   | 78       | 3              |
| Italia      | Sara Errani       | 100      | 4              |
| Francia     | Diane Parry       | 104      | 5              |
| Ungheria    | Anna Bondár       | 113      | 6              |
| Ungheria    | Panna Udvardy     | 117      | 7              |
| Stati Uniti | Elizabeth Mandlik | 125      | 8              |

* Ranking al 13 novembre 2023.

### Altre partecipanti
Le seguenti giocatrici hanno ricevuto una wild card per il tabellone principale:
- Carolina Alves
- Carolina Bohrer Martins
- Gabriela Cé
- Emma Navarro
- Ajla Tomljanović

Le seguenti giocatrici sono passate dalle qualificazioni:
- Makenna Jones
- Jamie Loeb
- Conny Perrin
- Anca Todoni

## Partecipanti al doppio

### Teste di serie
| Nazione     | Giocatrice          | Nazione     | Giocatrice       | Rank1 | Teste di serie |
| ----------- | ------------------- | ----------- | ---------------- | ----- | -------------- |
|             | Amina Anšba         | Stati Uniti | Quinn Gleason    | 194   | 1              |
| Stati Uniti | Makenna Jones       | Stati Uniti | Angela Kulikov   | 235   | 2              |
| Regno Unito | Freya Christie      | Colombia    | Yuliana Lizarazo | 252   | 3              |
| Colombia    | María Paulina Pérez | Stati Uniti | Sofia Sewing     | 272   | 4              |

* Ranking al 13 novembre 2023.

## Campionesse

### Singolare
Ajla Tomljanović ha sconfitto in finale  Martina Capurro Taborda con il punteggio di 6-1, 7-5.

### Doppio
Sara Errani /  Léolia Jeanjean hanno sconfitto in finale  Julia Lohoff /  Conny Perrin con il punteggio di 7-5, 3-6, [10-7].